# 仮子
仮子（かし）もしくは義児（ぎじ）は、唐から五代十国時代にかけて現れた養子の形態の一つである。

## 概要
地方の群雄や節度使・宦官などの有力者が自らの側近など親近にある個人もしくは集団と擬制的親子関係を結んだものである。
中国の礼制においては伝統的に「他姓不養」の原則があったが、乱世になるとこの原則が必ずしも遵守されなくなる。例えば、蜀漢の劉備が寇封を、後趙の石勒が田堪らを、同じく石虎が冉良を養子に迎えている。これらを本項目の仮子・羲児のルーツとはみなせないものの、先駆的な性格は有していた可能性はある。
隋末から唐初の混乱期に見られ、その後一旦はみられなくなるものの、安史の乱の前後から再び盛んに行われるようになった。
仮子・義児の形式としては大きく分けて2つの形式がある。一つは有力者を仮父として配下の部隊のメンバー全員をそっくり仮子として部隊（仮子隊・義児軍）を丸ごと一種の親衛隊として整備する方法である。もう一つは有力者を仮父として個人を仮子とすることで重く取り立てるもので、非血縁者である配下との既存の主従関係の強化（血縁者とは正式な養子縁組もしくは猶子縁組をする場合が多い）もしくは敵の降将を取り込んで主従関係を形成するために行われるようになった。仮子になった者は唐初の段階では必ずしも姓名を改められるものではなかったが、安史の乱以降には姓は仮父のものに改めて場合によっては名も仮父の実子（またはそれと同世代の血縁者）の輩行に則したものに改称する場合もあった。また、仮父が仮子の実子と関係を持つ場合もありその場合には仮孫と称されたが、これに対して仮父の実子がその父親の生存中に自らの仮子を持った事例はほとんど見られない。これは仮子・仮孫の制度は仮父となった人物を家父長とする血縁集団に取り込むために行ったシステムであり、家父長ではない仮父の実子が自らの父親を差し置いて家父長としての行為である仮子の縁組を行いえなかったことを示すと考えられている。
安史の乱で有名な安禄山はかつては幽州節度使である張守珪の仮子であり、後に自らが節度使になると張忠志ら側近数名を仮子として更に直属の部隊8,000名を仮子にしたと伝えられている（『新唐書』安禄山伝および李宝臣伝・『資治通鑑』）。また、前蜀を建国した王建は有力な宦官であった田令孜の仮子となった（姓名はそのまま）が後に仮父を殺害して勢力を奪い、自らも120名を仮子としてその多くに実子と同じ輩行である「宗」与えて改名させ、さらに建国後にはそのうちの何人かを王に封じている（『新唐書』田令孜伝・『資治通鑑』）。
もっとも、仮父の力が衰えたり死亡したりした場合には仮子の方から縁組を破棄する場合もあり、仮父である田令孜を自ら殺害した王建の例は特殊だとしても、安禄山の仮子となった張忠志が安禄山の没すると唐に降伏して、安禄山から与えられた安の姓（安忠志）を捨てて朝廷から与えられた李宝臣に改名している。また、朱簡という人物は後梁を建国した朱全忠の仮子となって「朱友謙」と改名したが、仮父の死後にその敵である後唐を建国した李存勗に寝返った後にその仮子となって「李継麟」と改名している。一方、仮父の側も仮子縁組は主従関係の強化を目的としたもので、自らの後継者はあくまでも自分の実子もしくは血縁のある養子を意図していたが、後継者よりも年長かつ有力な仮子がいる場合には自らの死後に後継者を脅かすことが想定された。そのため、仮孫を後継者の下につけて将来的にはその擬制的血縁関係を結ばせるなどの対応も取られる場合もあったが、李存勗が父の李克用の仮子であった李嗣源に取って代わられたように有効な対応策はなく、有力者本人の代はその権力を補完するシステムであった仮子の仕組みが、本人没後には後継者を脅かせてその世襲を阻害する要因にもなって、勢力の不安定を招くことにもなった。